# Paul Ekman
Paul Ekman (Washington, D.C., 15 de fevereiro de 1934) é um psicólogo americano que tem sido pioneiro no estudo das emoções e expressões faciais. Num estudo empírico usando 6 critérios, Ekman foi considerado um dos 100 mais notáveis psicólogos do século XX. Sua grande contribuição com a ciência foi a Teoria da Universalidade das emoções, onde prova, através de pesquisas em diversas partes do mundo, inclusive com uma tribo da Papua-Nova Guiné chamada Fore, que existem 7 emoções universais manifestadas nas mesmas expressões faciais. Também descobriu as micro expressões faciais, que ocorrem quando tentamos, consciente ou inconscientemente, suprimir uma emoção. As micro expressões faciais duram frações de segundo e foram recentemente comprovadas por uma pesquisa do Dr. David Matsumoto como ferramentas para detectar mentiras.
O contexto da investigação Ekman analisa o desenvolvimento das características humanas e estados ao longo do tempo (Keltner, 2007). O personagem Cal Lightman da série de televisão Lie to Me é baseado nele e em seu trabalho. Em seu site, há uma seção onde ele discute sobre o que realmente aconteceu na vida real e que tópicos de sua ciência foram utilizados nos casos resolvidos por Lightman e seu grupo. Em Portugal, o seu trabalho tem sido divulgado por Armindo Freitas-Magalhães. O pioneiro F-M Facial Action Coding System 2. 0 (F-M FACS 2.0) foi criado em 2017 pelo Dr. Freitas-Magalhães, e apresenta 2 mil segmentos em 4K, com recurso à tecnologia 3D e de reconhecimento automático e em tempo real.
O pioneiro F-M Facial Action Coding System 3. 0 (F-M FACS 3.0®) foi criado em 2018 pelo Dr. Freitas-Magalhães, e apresenta 4 mil segmentos em 4K, com recurso a tecnologia 3D, 360 3D, e de reconhecimento automático e em tempo real (FaceReader 7.1). 
O F-M FACS 3.0 apresenta 8 pioneiras Action Units (AUs) e 22 pioneiros Tongue Movements (TMs), para além da inovadora nomenclatura estrutural e funcional.
Paul Ekman recebeu o Doutoramento Honoris Causa pela Universidade Fernando Pessoa, em 31 de Março de 2008, e sob proposta académica e científica do Dr. Freitas-Magalhães.

## Classificação das emoções
A Ekman desenvolveu uma lista de emoções básicas a partir de pesquisas transculturais sobre indivíduos proeminentes de uma tribo em Papua Nova Guiné. Ele observou que os membros de uma cultura isolada Idade da Pedra são capazes de se identificar com um alto grau de confiança expressões emocionais quando olham fotografias tiradas de pessoas de culturas com as quais eles não estão familiarizados.
Eles também foram capazes de atribuir certas expressões faciais às descrições de situações específicas. Com essas informações, ele concluiu que algumas expressões são básicas ou biologicamente universais na espécie humana. Em 1972, Ekman definiu alegria, raiva, medo, nojo, surpresa e tristeza como as emoções humanas.
Entretanto, na década de 1990, Ekman ampliou esta lista de emoções básicas para incluir uma gama mais ampla de emoções positivas e negativas, nem todas codificadas nos músculos faciais. A lista foi ampliada para incluir alívio, vergonha, complacência, culpa, diversão, desprezo, entusiasmo, felicidade, raiva, medo, tristeza, orgulho ou arrogância, prazer, repugnância, satisfação e surpresa.[carece de fontes?]

## Biografia
Paul Ekman nasceu em 15 de fevereiro de 1934 em Washington, D.C., e cresceu em Newark, New Jersey, Washington, Oregon e Sul da Califórnia. Ele é filho de um pediatra.
Ele recebeu um Prêmio Pesquisador do National Institute of Mental Health (NIMH) em 1971, que foi renovado em 1976, 1981, 1987, 1991 e 1997. Por mais de quarenta anos, NIMH tem apoiado suas pesquisas através de bolsas, subsídios e prêmios.
Em 2001, Ekman colaborou com John Cleese para a série de documentário da BBC A Face Humana. Ele se aposentou em 2004 como professor de psicologia do Departamento de Psiquiatria na Universidade da Califórnia em São Francisco (UCSF). De 1960 a 2004 ele trabalhou no Instituto Psiquiátrico Langley Porter.
Em Março de 2008 foi agraciado com o Doutoramento Honoris Causa da Universidade Fernando Pessoa, de Portugal, e por proposta científica e académica do Professor Doutor Freitas-Magalhães. 

Ele foi nomeado uma das 100 pessoas mais influentes na edição de 11 de maio de 2009 da revista Time.

## Críticas
Os trabalhos de Ekman sobre a universalidade das emoções, que incluem microexpressões e o Facial Action Coding System, foram historicamente criticados por antropólogos. Em 1975, por exemplo, Margaret Mead denunciou as pesquisas de Ekman como "antropologia imprópria". Mesmo após a difusão das hipóteses de Ekman, muitos antropólogos continuam a rejeitá-las.
Ekman frequentemente se recusa a submeter seus estudos para revisão por pares ou publicação em revistas científicas, alegando que publicar os detalhes de seu trabalho poderia revelar segredos de estado e pôr a segurança em risco. Outros acadêmicos afirmam que isso não passa de uma tentativa de proteger seu trabalho de escrutínio e críticas metodológicas e científicas dentro da psicologia experimental.
A maioria dos pesquisadores de avaliação de credibilidade concorda que pessoas não treinadas são incapazes de detectar mentiras visualmente.
A aplicação de parte do trabalho de Ekman à segurança aeroportuária através do programa Screening Passengers by Observation Techniques (SPOT) da Transportation Security Administration foi criticada por não ter sido submetido a testes científicos controlados.  Um relatório de 2007 sobre SPOT referindo-se a pessoas não treinadas afirmou que "simplesmente, pessoas (incluindo caçadores de mentiras profissionais com vasta experiência em avaliar a veracidade) atingiriam taxas de acerto semelhantes se jogassem uma moeda". Uma vez que os testes científicos controlados geralmente envolvem pessoas fazendo o papel de terroristas, Ekman diz que essas pessoas provavelmente não terão as mesmas emoções que os terroristas reais.
A pesquisa de campo do EIA Group documentou testes empíricos do impacto da análise comportamental em um ambiente de aeroporto, fazendo com que um pequeno grupo de sujeitos treinados e não treinados identificasse pessoas de outro grupo que tiveram que trazer itens não autorizados pela segurança. Mas o white paper não é revisado por pares ou publicado em um artigo científico, e teve apenas dois exercícios de um turno de segurança do aeroporto com o grupo de controle e dois com o grupo treinado, com cerca de 20 participantes no total.
A metodologia usada por Ekman e O'Sullivan em seu recente trabalho sobre "Truth Wizards" também recebeu críticas com base na validação.
Outras críticas ao trabalho de Ekman são baseadas em estudos experimentais e naturalistas de vários outros psicólogos da emoção que não encontraram evidências em apoio à taxonomia proposta de Ekman de emoções discretas e expressão facial discreta.
As críticas metodológicas ao trabalho de Ekman concentram-se na natureza essencialmente circular e tautológica de seus experimentos, nos quais a sujeitos de teste foram mostradas fotografias selecionadas de "emoções básicas" e, em seguida, solicitadas a combiná-las com o mesmo conjunto de conceitos usados em sua produção. Ekman mostrou fotografias selecionadas entre mais de 3.000 fotos de indivíduos solicitados a simular emoções, das quais ele editou para conter "aquelas que mostravam apenas a exibição pura de um único afeto", sem controle e sujeitando-se apenas à intuição de Ekman. Se Ekman achava que uma fotografia não mostrava a emoção "pura" correta, ele a excluía.
Ekman recebeu hostilidade de alguns antropólogos em reuniões da American Psychological Association e da American Anthropological Association de 1967 a 1969. Ele contou que, ao relatar suas descobertas sobre a universalidade de expressão, um antropólogo tentou impedi-lo de terminar gritando que sua ideias eram fascistas. Ele compara isso com outro incidente quando foi acusado de ser racista por um ativista por afirmar que as expressões negras não são diferentes das expressões brancas. Em 1975, Margaret Mead, uma antropóloga, escreveu contra Ekman por fazer "antropologia imprópria" e por discordar da afirmação de Ray Birdwhistell de oposição à universalidade. Ekman escreveu que, embora muitas pessoas concordassem com Birdwhistell na época, a maioria acabou aceitando suas próprias descobertas na década seguinte.
No entanto, alguns antropólogos continuaram a sugerir que as emoções não são universais. Ekman argumentou que não havia dados quantitativos para apoiar a afirmação de que as emoções são específicas da cultura. Em sua discussão de 1993 sobre o tópico, Ekman afirma que não há instância em que 70% ou mais de um grupo cultural selecione uma das seis emoções universais enquanto outro grupo cultural rotula a mesma expressão como outra emoção universal.
Ekman criticou a tendência dos psicólogos de basear suas conclusões em pesquisas com estudantes universitários. Hank Campbell cita Ekman dizendo na conferência "Being Human": "Nós basicamente temos uma ciência de estudantes de graduação." Os próprios estudos de Ekman usaram estudantes universitários calouros como grupo de sujeitos, comparando seus resultados com os de sujeitos analfabetos da Nova Guiné.
Ekman se recusou a submeter seu trabalho mais recente à revisão por pares, alegando que revelar os detalhes de seu trabalho poderia revelar segredos de Estado e colocar em risco a segurança. Os críticos afirmam que isso é uma tentativa de proteger seu trabalho das críticas metodológicas dentro da psicologia experimental, mesmo que sua visibilidade pública e popular tenha crescido.

## Obras
- Unmasking the Face ISBN 1883536367
- Emotions Revealed: Recognizing Faces and Feelings to Improve Communication and Emotional Life (Times Books, 2003) ISBN 080507516X
- Telling Lies: Clues to Deceit in the Marketplace, Politics, and Marriage ISBN 0393321886
- What the Face Reveals (com Rosenberg, E. L., Oxford University Press, 1998) ISBN 0195104463
- The Nature of Emotion: Fundamental Questions (com R. Davidson, Oxford University Press, 1994) ISBN 0195089448
- Darwin and Facial Expression: A Century of Research in Review ISBN 0122367502
- Facial Action Coding System/Investigator's ISBN 9993626619
- Why Kids Lie: How Parents Can Encourage Truthfulness ISBN 014014322X
- Handbook of Methods in Nonverbal Behavior Research ISBN 0521280729
- Face of Man ISBN 0824071301
- Emotion in the Human Face ISBN 0080166431